# Aleksiej Rubaszkin
Aleksiej Gieorgiewicz Rubaszkin, ros. Алексей Георгиевич Рубашкин (ur. 20 maja 1895 w stanicy Nowoczerkieskaja w Rosji, zm. 5 grudnia 1966 w Nowoczerkasku w ZSRR) – rosyjski wojskowy (generał major), oficer Rosyjskiego Korpusu Ochronnego, a następnie 1 Kozackiej Dywizji Kawalerii podczas II wojny światowej.
Ukończył doński korpus kadetów, a następnie nikołajewską szkołę kawalerii. Brał udział w I wojnie światowej w lejbgwardii pułku atamańskiego. Pod koniec kwietnia 1918 uczestniczył w antybolszewickim powstaniu Kozaków dońskich, po czym przystąpił do kozackich oddziałów wojskowych białych. Od marca 1919 dowodził 51 pułkiem kawalerii Kozaków dońskich. W kwietniu tego roku został zastępcą dowódcy 9 dywizji kawalerii Kozaków dońskich, zaś pod koniec 1919 w stopniu generała majora objął dowództwo tej dywizji. Wiosną 1920 został dowódcą 4 pułku kawalerii Kozaków dońskich, a następnie 3 kaledino-nazarowskiego pułku. Był odznaczony orderem św. Mikołaja Cudotwórcy 2. klasy. Po ewakuacji wraz z wojskami białych z Krymu na wyspę Limnos w listopadzie 1920 r., zamieszkał w Płowdiwie. Do końca lat 20. pełnił nominalną funkcję dowódcy kadry oficerskiej 3 kaledino-nazarowskiego pułku. W 1933 dostał bułgarskie obywatelstwo. Pracował jako komendant ochrony jednej z fabryk tytoniowych. W okresie II wojny światowej podjął współpracę z Niemcami. Na początku 1942 wstąpił do Rosyjskiego Korpusu Ochronnego. Dostał stopień majora. Został komendantem kompleksu magazynów wojskowych. W marcu tego roku uczestniczył w okupowanym Belgradzie w wyborach wojskowego atamana Wojska Dońskiego. Według części źródeł nawiązał kontakty z serbskim ruchem oporu, w związku z czym w listopadzie 1942 r. był zmuszony wyjechać do Bułgarii. Prawdopodobnie jesienią 1943 wstąpił do 1 Kozackiej Dywizji Kawalerii, walczącej przeciw jugosłowiańskim partyzantom komunistycznym. 16 września 1944 r. został aresztowany przez bułgarskich partyzantów i przekazany sowieckim funkcjonariuszom Smiersz. Trafił do sztabu Smiersza przy 37 Armii w Starej Zagorze, po czym wysłano go do ZSRR. Po procesie w maju 1946 został skazany na karę 10 lat robót w łagrze. Przebywał w łagrze w okręgu irkuckim. W 1953 został zwolniony i skierowany do krasnodarskiego kraju na przymusowe osiedlenie. 22 maja 1956 przyjechał do swoich sióstr w Nowoczerkasku, gdzie pracował w zakładach budowy wagonów. 